# Késő szilur
A késő szilur a szilur időszak késői szakasza, amelyet korábban egységes földtörténeti kornak tartottak, a modern szakirodalom azonban a ludlowi és a pridoli korokra tagolta, és már csak informális elnevezésként él tovább. 427,4 ± 0,5 millió évvel ezelőtt (mya) kezdődött, és 419,2 ± 3,2 mya ért véget. Rétegtani megfelelője az felső szilur sorozat.

## Tagolása
A kora szilurba az alábbi két kor és három korszak tartozik (a korábbitól a későbbi felé haladva):
Ludlowi kor: 427,4 ± 0,5 – 423,0 ± 2,3 Ma
- Gorsti korszak: 427,4 ± 0,5 – 425,6 ± 0,9 Ma
- Ludfordi korszak: 425,6 ± 0,9 – 423,0 ± 2,3 Ma

Pridoli kor: 423,0 ± 2,3 – 419,2 ± 3,2 Ma
- Pridoli korszak